# Primeira fase da Copa Sul-Americana de 2015
A primeira fase da Copa Sul-Americana de 2015 foi disputada entre 11 e 20 de agosto. Os vencedores de cada chave classificaram-se para a segunda fase.
As equipes se enfrentaram em jogos eliminatórios de ida e volta, classificando-se a que somasse o maior número de pontos. Em caso de igualdade em pontos, a regra do gol marcado como visitante seria utilizada para o desempate. Persistindo o empate, a vaga seria definida em disputa por pênaltis.
Todas as federações (com exceção de Argentina e Brasil) iniciaram a disputa em jogos internacionais a partir dessa fase.

## Resultados
Zona Sul
| Chave | Equipe 1             | Total | Equipe 2                  | Ida | Volta |
| ----- | -------------------- | ----- | ------------------------- | --- | ----- |
| G1    | Juventud             | 4–3   | Real Potosí               | 4–1 | 0–2   |
| G2    | Oriente Petrolero    | 0–3   | Nacional                  | 0–3 | 0–0   |
| G3    | Santiago Wanderers   | 1–2   | Libertad                  | 0–0 | 1–2   |
| G4    | Nacional             | 5–2   | Universidad de Concepción | 2–1 | 3–1   |
| G5    | Defensor Sporting    | 3–2   | Bolívar                   | 3–0 | 0–2   |
| G6    | Universidad Católica | 3–1   | Danubio                   | 1–0 | 2–1   |
| G7    | Olimpia              | 4–0   | Huachipato                | 2–0 | 2–0   |
| G8    | Aurora               | 2–7   | Sportivo Luqueño          | 1–2 | 1–5   |

Zona Norte
| Chave | Equipe 1               | Total       | Equipe 2             | Ida | Volta |
| ----- | ---------------------- | ----------- | -------------------- | --- | ----- |
| G9    | Carabobo               | 0–0 (1–3 p) | Deportes Tolima      | 0–0 | 0–0   |
| G10   | Universidad Católica   | 1–2         | Deportivo La Guaira  | 1–1 | 0–1   |
| G11   | León de Huánuco        | 1–6         | Emelec               | 1–3 | 0–3   |
| G12   | Junior de Barranquilla | 5–4         | Melgar               | 5–0 | 0–4   |
| G13   | Universitario          | 6–2         | Deportivo Anzoátegui | 3–1 | 3–1   |
| G14   | Zamora                 | 1–3         | LDU Quito            | 1–1 | 0–2   |
| G15   | Águilas Doradas        | 3–1         | Unión Comercio       | 2–0 | 1–1   |
| G16   | LDU Loja               | 0–3         | Santa Fe             | 0–0 | 0–3   |

### Chave G1
Todas as partidas estão no horário local.
| 13 de agosto  | Juventud                             | 4 – 1     | Real Potosí        | Estádio Luis Franzini, Montevidéu         |
| 18:30 (UTC−3) | Mirabaje 20', 66', 68' · Duffart 54' | Relatório | Loaiza 90+3' (pen) | Público: 1 000 Árbitro: ARG Darío Herrera |

| Juventud | Real Potosí |

| 20 de agosto  | Real Potosí            | 2 – 0     | Juventud | Estádio Víctor Agustín Ugarte, Potosí      |
| 16:00 (UTC−4) | Toco 27' · Álvarez 60' | Relatório |          | Público: 5 000 Árbitro: CHI Julio Bascuñán |

| Real Potosí | Juventud |

### Chave G2
| 11 de agosto  | Oriente Petrolero | 0 – 3     | Nacional                                 | Estádio Ramón Tahuichi Aguilera, Santa Cruz   |
| 20:15 (UTC−4) |                   | Relatório | Aja 38' · Barcia 45' · Raldes 70' (g.c.) | Público: 18 000 Árbitro: ARG Patricio Loustau |

| O. Petrolero | Nacional-URU |

| 20 de agosto  | Nacional | 0 – 0     | Oriente Petrolero | Estádio Gran Parque Central, Montevidéu  |
| 21:00 (UTC−3) |          | Relatório |                   | Público: 22 000 Árbitro: VEN José Argote |

| Nacional-URU | O. Petrolero |

### Chave G3
| 12 de agosto  | Santiago Wanderers | 0 – 0     | Libertad | Estádio Elías Figueroa Brander, Valparaíso |
| 18:45 (UTC−3) |                    | Relatório |          | Público: 7 731 Árbitro: BRA Wilton Sampaio |

| S. Wanderers | Libertad |

| 18 de agosto  | Libertad                          | 2 – 1     | Santiago Wanderers | Estádio Dr. Nicolás Leoz, Assunção       |
| 20:00 (UTC−4) | Aquino 5' (pen) · López 46' (pen) | Relatório | Fernández 27'      | Público: 5 000 Árbitro: COL Adrián Vélez |

| Libertad | S. Wanderers |

### Chave G4
| 13 de agosto  | Nacional                  | 2 – 1     | Universidad de Concepción | Estádio Defensores del Chaco, Assunção         |
| 17:45 (UTC−4) | Teixeira 64' · Colmán 88' | Relatório | Vargas 10'                | Público: 5 000 Árbitro: ARG Fernando Rapallini |

| Nacional-PAR | Concepción |

| 20 de agosto  | Universidad de Concepción | 1 – 3     | Nacional                                      | Estádio Municipal Germán Becker, Temuco   |
| 18:30 (UTC−3) | Manríquez 86' (pen)       | Relatório | Riveros 33' · Montenegro 77' · Argüello 90+1' | Público: 2 500 Árbitro: COL José Buitrago |

| Concepción | Nacional-PAR |

### Chave G5
| 12 de agosto  | Defensor Sporting                      | 3 – 0     | Bolívar | Estádio Luis Franzini, Montevidéu          |
| 21:00 (UTC−3) | Rabuñal 25' · Olivera 55' · Lozano 76' | Relatório |         | Público: 4 000 Árbitro: PAR Julio Quintana |

| Defensor | Bolívar |

| 18 de agosto  | Bolívar           | 2 – 0     | Defensor Sporting | Estádio Hernando Siles, La Paz                |
| 17:30 (UTC−4) | Ferreira 61', 81' | Relatório |                   | Público: 10 000 Árbitro: BRA Anderson Daronco |

| Bolívar | Defensor |

### Chave G6
| 11 de agosto  | Universidad Católica | 1 – 0     | Danubio | Estádio San Carlos de Apoquindo, Santiago |
| 19:00 (UTC−3) | Gutiérrez 84'        | Relatório |         | Público: 8 000 Árbitro: BOL Raúl Orosco   |

| U. Católica | Danubio |

| 19 de agosto  | Danubio     | 1 – 2     | Universidad Católica                    | Estádio Luis Franzini, Montevidéu          |
| 21:00 (UTC−3) | Olivera 49' | Relatório | de los Santos 17' (g.c.) · González 81' | Público: 3 500 Árbitro: ECU Roddy Zambrano |

| Danubio | U. Católica |

### Chave G7
| 12 de agosto  | Olimpia               | 2 – 0     | Huachipato | Estádio Defensores del Chaco, Assunção       |
| 20:00 (UTC−4) | Núñez 51' · Silva 66' | Relatório |            | Público: 20 000 Árbitro: BRA Ricardo Marques |

| Olimpia | Huachipato |

| 19 de agosto  | Huachipato | 0 – 2     | Olimpia        | Estádio CAP, Talcahuano                  |
| 18:30 (UTC−3) |            | Relatório | Núñez 22', 43' | Público: 6 000 Árbitro: URU Andrés Cunha |

| Huachipato | Olimpia |

### Chave G8
| 13 de agosto  | Aurora    | 1 – 2     | Sportivo Luqueño                            | Estádio Félix Capriles, Cochabamba        |
| 20:00 (UTC−4) | Borda 51' | Relatório | Delgado 45+3' (g.c.) · Leguizamón 75' (pen) | Público: 10 000 Árbitro: CHI Jorge Osorio |

| Aurora | Sp. Luqueño |

| 19 de agosto  | Sportivo Luqueño                                                | 5 – 1     | Aurora       | Estádio Feliciano Cáceres, Luque            |
| 20:00 (UTC−4) | Mendieta 6' · Ortiz 31' · Di Vanni 55', 88' · Ávalos 58' (g.c.) | Relatório | Banguera 77' | Público: 5 000 Árbitro: BRA Péricles Cortez |

| Sp. Luqueño | Aurora |

### Chave G9
| 11 de agosto     | Carabobo | 0 – 0     | Deportes Tolima | Estádio Misael Delgado, Valencia         |
| 19:30 (UTC−4:30) |          | Relatório |                 | Público: 10 000 Árbitro: ECU Carlos Orbe |

| Carabobo | Tolima |

| 19 de agosto  | Deportes Tolima | 0 – 0     | Carabobo | Estádio Metropolitano de Techo, Bogotá      |
| 19:00 (UTC−5) |                 | Relatório |          | Público: 2 000 Árbitro: BOL Óscar Maldonado |

|                              |       | Penalidades                   |  |
| Bonilla Rivas Ibargüen Uribe | 3 – 1 | Jiménez Bareiro Suárez Ocanto |  |

| Tolima | Carabobo |

### Chave G10
| 11 de agosto  | Universidad Católica | 1 – 1     | Deportivo La Guaira | Estádio Olímpico Atahualpa, Quito          |
| 16:45 (UTC−5) | Martínez 23' (pen)   | Relatório | Benítez 82'         | Público: 500 Árbitro: COL Wilson Lamouroux |

| U. Católica | La Guaira |

| 18 de agosto     | Deportivo La Guaira | 1 – 0     | Universidad Católica | Estádio Olímpico da UCV, Caracas              |
| 19:30 (UTC−4:30) | Pérez Greco 41'     | Relatório |                      | Público: 2 000 Árbitro: PER Miguel Santivañez |

| La Guaira | U. Católica |

### Chave G11
| 13 de agosto  | León de Huánuco | 1 – 3     | Emelec                | Estádio Heraclio Tapia, Huánuco           |
| 14:15 (UTC−5) | Olivi 87'       | Relatório | Bolaños 42', 56', 67' | Público: 7 000 Árbitro: CHI Roberto Tobar |

| León | Emelec |

| 20 de agosto  | Emelec                                   | 3 – 0     | León de Huánuco | Estádio Christian Benítez Betancourt, Guayaquil |
| 19:00 (UTC−5) | Giménez 27' · Herrera 64' · Escalada 79' | Relatório |                 | Público: 8 000 Árbitro: PAR Carlos Amarilla     |

| Emelec | León |

### Chave G12
| 12 de agosto  | Junior de Barranquilla                                            | 5 – 0     | Melgar | Estádio Metropolitano, Barranquilla        |
| 21:15 (UTC−5) | Barrera 22' · Pérez 28' · Ovelar 32' · Hernández 35' · Ortega 88' | Relatório |        | Público: 8 334 Árbitro: URU Fernando Falce |

| Junior | Melgar |

| 18 de agosto  | Melgar                                    | 4 – 0     | Junior de Barranquilla | Estádio Monumental da UNSA, Arequipa       |
| 16:30 (UTC−5) | Cuesta 4', 45' · Quina 74' · Acasiete 82' | Relatório |                        | Público: 2 000 Árbitro: CHI Patricio Polic |

| Melgar | Junior |

### Chave G13
| 11 de agosto  | Universitario                           | 3 – 1     | Deportivo Anzoátegui | Estádio Nacional, Lima                      |
| 21:15 (UTC−5) | Giménez 12' · Romero 28' · Alemanno 56' | Relatório | Aguilar 59'          | Público: 20 000 Árbitro: PAR Ulises Mereles |

| Universitario | Anzoátegui |

| 20 de agosto     | Deportivo Anzoátegui | 1 – 3     | Universitario                           | Estádio José Antonio Anzoátegui, Puerto la Cruz |
| 17:00 (UTC−4:30) | Aguilar 61'          | Relatório | Dulanto 5' · Ruidíaz 76' · Alemanno 88' | Público: 1 000 Árbitro: ECU Diego Lara          |

| Anzoátegui | Universitario |

### Chave G14
| 13 de agosto     | Zamora      | 1 – 1     | LDU Quito   | Estádio La Carolina, Barinas                |
| 19:15 (UTC−4:30) | Soteldo 28' | Relatório | Morales 53' | Público: 10 000 Árbitro: PER Henry Gambetta |

| Zamora | LDU Quito |

| 19 de agosto  | LDU Quito                  | 2 – 0     | Zamora | Estádio Casa Blanca, Quito              |
| 16:30 (UTC−5) | Morales 19' · Reasco 90+2' | Relatório |        | Público: 6 000 Árbitro: BOL Gery Vargas |

| LDU Quito | Zamora |

### Chave G15
| 13 de agosto  | Águilas Doradas              | 2 – 0     | Unión Comercio | Estádio Atanasio Girardot, Medellín          |
| 21:00 (UTC−5) | Palomino 70' · Rodríguez 80' | Relatório |                | Público: 1 000 Árbitro: VEN Jesús Valenzuela |

| Águilas | U. Comercio |

| 20 de agosto  | Unión Comercio   | 1 – 1     | Águilas Doradas | Estádio Alberto Gallardo, Lima      |
| 14:00 (UTC−5) | Villamarín 90+1' | Relatório | Palomino 72'    | Público: 200 Árbitro: VEN Juan Soto |

| U. Comercio | Águilas |

### Chave G16
| 12 de agosto  | LDU Loja | 0 – 0     | Santa Fe | Estádio Federativo Reina del Cisne, Loja  |
| 16:45 (UTC−5) |          | Relatório |          | Público: 3 000 Árbitro: BRA Raphael Claus |

| LDU Loja | Santa Fe |

| 20 de agosto  | Santa Fe                         | 3 – 0     | LDU Loja | Estádio El Campín, Bogotá                   |
| 19:00 (UTC−5) | Morelo 33' (pen), 61', 70' (pen) | Relatório |          | Público: 8 000 Árbitro: PAR Enrique Cáceres |

| Santa Fe | LDU Loja |